# Gianni Ferrio
Gianni Ferrio (ur. 15 listopada 1924 w Vicenzy, zm. 21 października 2013 w Rzymie) – włoski kompozytor i dyrygent.

## Filmografia
muzyka
- 1958: Totó, Peppino e le fanatiche
- 1960: Chi si ferma e perduto
- 1964: Massacro al Grande Canyon
- 1968: II Raggio infernale
- 1973: Tony Arzenta
- 1980: Mi faccio la barca
- 1988: Arrivederci e grazie
- 1994: Delitto passionale